# Heinrich Schneider (Manager)
Heinrich Schneider (* 1852 in Erfurt; † 1934) war ein deutscher Manager.
Nach seiner Lehre, die er 1866 begann, wurde er 1873 Fachredakteur der Deutschen Schuhmacher-Zeitung in Berlin und gab verschiedene Fachzeitschriften heraus. Seit 1876 war er in den USA tätig. 1878 ging er nach St. Petersburg, wo er die erste Schuhfabrik Russlands mitgründete.   
Er war zuerst technischer Leiter, dann Direktor der damals größten Schuhfabrik Europas Skorochod in St. Petersburg.
Schneider war vor dem Ersten Weltkrieg kaiserlich-russischer Kommerzienrat und Multimillionär. 1914, im Jahr des Kriegsausbruchs, ging Schneider wieder nach Erfurt, um dort eine kleinere Schuhfabrik aufzubauen. Er hatte acht Kinder.
Sein Enkel war der Journalist Wolf Schneider.